# Trog-Batterie

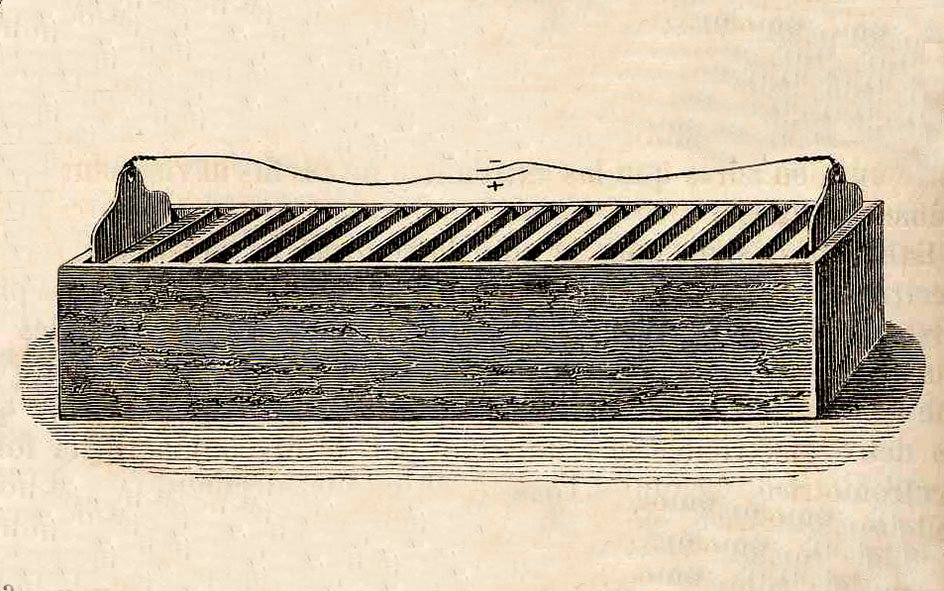
Trog-Batterie

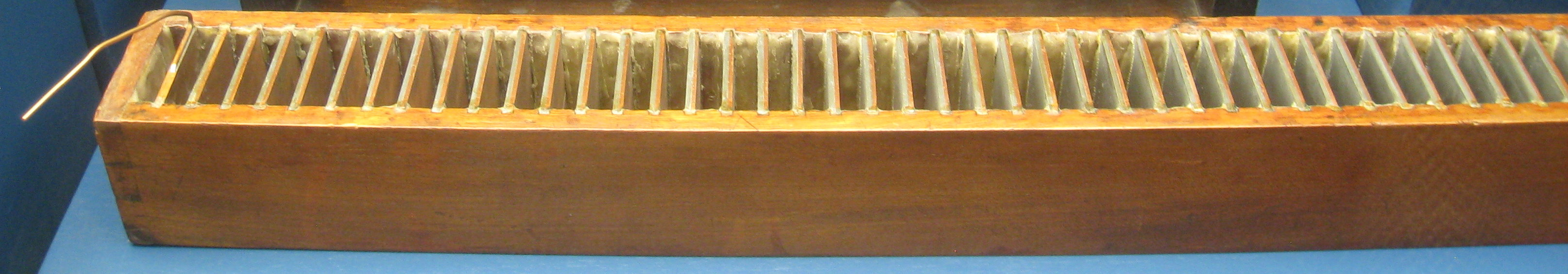
Teil einer Trog-Batterie im National Museum of American History.

Eine Trog-Batterie stellt eine Abwandlung einer Voltaschen Säule und eine Bauform einer historischen Nassbatterie zur Gewinnung von Gleichspannung dar. Sie wurde im Jahr 1800 von William Cruickshank entwickelt: Nachdem Alessandro Volta im März 1800 seine Voltasche Säule bekannt gemacht hatte, veröffentlichte Cruickshank im Juli 1800 eine Beschreibung seiner Trogbatterie.
Ein Nachteil der Voltaschen Säule ist die durch den vertikalen Aufbau bedingte Ungleichgewicht der aufeinander gestapelten Metallplatten und der mit Elektrolyt getränkten Papp- oder Lederstücke. Dadurch hat der Elektrolyt oben und unten unterschiedliche Dicke und Dichte. Die Trog-Batterie vermeidet diesen Nachteil durch einen horizontalen Aufbau aus mehreren einzelnen kleinen rechteckigen Gefäßen (Trog) in einer langen Reihe, wie in der zeitgenössischen Abbildung dargestellt. In jedem Trog, welcher für sich eine eigene elektrische galvanische Zelle darstellt, werden zwei Metallplatten aus Zink und Kupfer als Elektroden eingelassen, mit Schellack in der Position befestigt und benachbarte Zellen in Reihe elektrisch miteinander verbunden um die elektrische Spannung der Gesamtanordnung zu erhöhen. Als Elektrolyt wird, wie bei der Voltaschen Säule, in jedem der einzelnen Behältern Schwefelsäure verwendet.
Mit der Trogbatterie wurden verschiedene Experimente durchgeführt. So konnte man damit dünne Goldblättchen durchbrennen und Phosphor oder Schießpulver entzünden. 1829 wurde eine Variante der Trogbatterie vorgeschlagen, die amalgamierte Zinkelektroden enthielt, wodurch die Korrosion des Zinks deutlich vermindert wurde. Durch die Entwicklung besserer Batterien, insbesondere durch die Erfindung des Daniell-Elements 1836, wurden Trogbatterien mehr und mehr obsolet.